# Ватерзой
Ватерзо́й (нидерл. waterzooi, от water — «вода» и zooien — «варить») — классическая бельгийская похлёбка, традиционное блюдо Фландрии. Иногда также используется название Gentse Waterzooi (гентский ватерзой), которое указывает на происхождение блюда.
Оригинальный рецепт включает в себя рыбу (viszooitje). Традиционно для приготовления ватерзой использовался налим, но в наше время в Бельгии эта рыба почти не встречается, потому его заменили на такие виды рыбы, как угорь, щука, карп, окунь. Подойдут и морские: треска, морской чёрт или палтус.
При всем этом, очень популярным стал рецепт с куриным мясом (kippenwaterzooi). Объясняется это тем, что якобы реки Гента стали более загрязнёнными, и рыба из них исчезла.
Другими составляющими супа являются морковь, лук-порей, картофель, корень сельдерея или петрушки, лук, приправы (петрушка, тимьян, лавровый лист, шалфей). При этом нарезанные соломкой овощи и чищенный картофель часто варятся отдельно от рыбы/мяса. В самом конце бульон заправляют яичным желтком и кремом-фреш, иногда также добавляют панировочные сухари. Подавать ватерзой следует горячим, с кусочками белого хлеба (или багета) и маслом.